# 阿里莫利納 (亞利桑那州)
阿里莫里利納（英語：Ali Molina）是位於美國亞利桑那州皮馬縣的一個人口普查指定地區。根據2010年美國人口普查，該地共人口500人，而該地的面積約為2.00平方千米。

## 地理
阿里莫里利納的座標為31°54′09″N 111°46′49″W / 31.90250°N 111.78028°W，而該地最高點為海拔高度806米（即2644英尺）。